# SegaSonic Bros.
SegaSonic Bros. è un videogioco arcade del 1992 sviluppato da SEGA e mai pubblicato. Ideato da Fukio Mitsuji, nel videogioco della serie Sonic si controllano Sonic di colore differente.
Nonostante il gioco fosse stato menzionato senza titolo da Electronic Gaming Monthly e mostrato in uno screenshot pubblicato nel 2014 su Twitter dal produttore Yosuke Okunari, il videogioco è stato riscoperto solamente nel 2016, in occasione del venticinquennale di Sonic the Hedgehog.

## Modalità di gioco
Videogioco rompicapo in stile Columns e Puyo Puyo, il gioco presenta una modalità multigiocatore.